# Mont Baker
Vous lisez un « bon article » labellisé en 2008.
Pour les articles homonymes, voir Baker.
Le mont Baker, en anglais Mount Baker, également appelé la montaña del Carmelo, Koma Kulshan (ou Kulshan), Puk'h'kowitz, Quick-Sman-Ik en nooksack ou encore Tukullum, est un sommet de la chaîne des Cascades situé au Nord-Ouest Pacifique. Volcan considéré comme actif et culminant à 3 286 mètres d'altitude, il constitue un danger pour les populations environnantes du comté de Whatcom et même du Canada, Vancouver ne se trouvant qu'à environ cent kilomètres au nord-ouest.
Les explorateurs espagnols auraient été les premiers Européens à apercevoir le volcan, les premières mentions le concernant datant de 1790 lors de l'expédition de Manuel Quimper et de Gonzalo López de Haro lorsqu'ils nommèrent la montagne La gran montana del Carmelo. Néanmoins, le mont tire son nom actuel du lieutenant Joseph Baker qui aperçut la montagne le 30 avril 1792 lors de l'exploration menée par George Vancouver à bord du HMS Discovery.
Situé au cœur de la « réserve sauvage du mont Baker », le volcan attire un grand nombre de visiteurs. Après le mont Rainier, il est le deuxième sommet de la chaîne des Cascades pour la présence de glaciers, ceux-ci étant abondamment alimentés puisqu'il s'agit d'un des lieux de la planète où il neige le plus.

## Géographie

### Situation

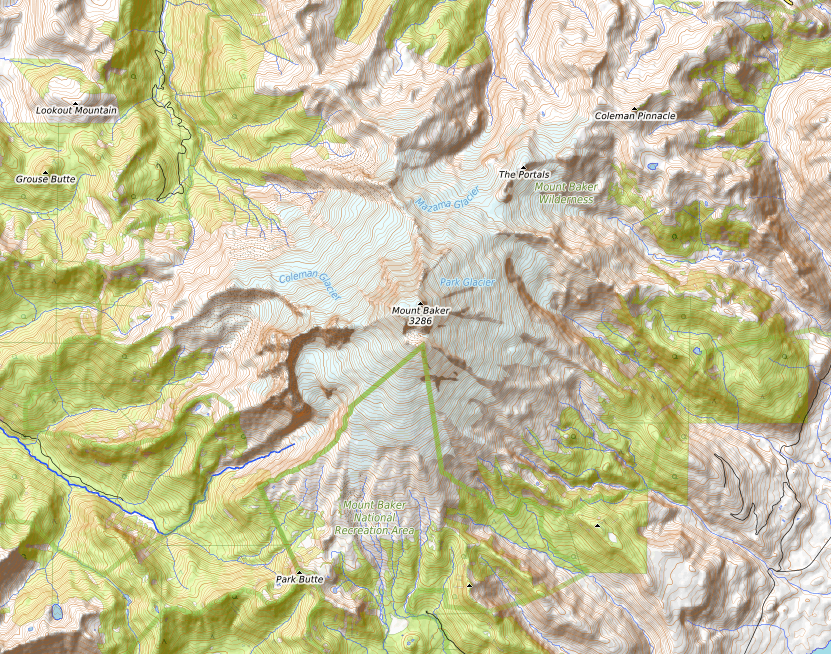
Carte topographique du mont Baker.

Le mont Baker est situé en Amérique du Nord, dans l'extrême nord-ouest des États-Unis, dans le nord de l'État de Washington. Faisant partie du comté de Whatcom, il n'est situé qu'à 25 kilomètres au sud de la frontière canadienne ce qui le place à cent kilomètres au sud-est de Vancouver en Colombie-Britannique. En outre, il est entouré par les villes américaines de Seattle à 130 kilomètres au sud-ouest et de Bellingham à cinquante kilomètres à l'ouest
Volcan le plus septentrional de la chaîne des Cascades, il est voisin des lacs Baker et Shannon situés au sud-est, de la ville de Concrete située dans la vallée du fleuve Skagit au sud, de la montagne South Twins au sud-ouest, de la vallée du fleuve Nooksack au nord et dans laquelle se trouve la ville de Glacier et du mont Shuksan au nord-est.
La montagne est accessible depuis le nord par la route d'État 542 qui permet de rejoindre Artist Point et par le sud via la route forestière 372 qui longe un moment le lac Baker puis la route 13 qui permet de gagner le départ des sentiers de la Mount Baker National Recreation Area.

### Topographie
Le mont Baker se présente sous la forme d'une montagne massive couverte de glaciers et de neige, culminant à 3 286 mètres d'altitude, et dépassant d'environ 1 500 mètres les sommets voisins. Le sommet de la montagne est formé d'un dôme glaciaire dont le rebord oriental nommé pic Grant constitue le point culminant. Au sud de ce dôme se trouve un cratère, le Summit Crater, en forme de fer à cheval ouvert vers l'est et dominé par le pic Sherman, un autre antécime culminant à un peu moins de 3 000 mètres d'altitude et situé à 800 mètres au sud du sommet.
De ce sommet partent en étoile plusieurs crêtes formant des falaises comme Bastile Ridge au nord, Lava Divide au nord-est ou encore les Black Buttes, la plus grande, à l'ouest constituée notamment des pics Colfax, Lincoln et Seward. Ces crêtes délimitent de larges vallées entièrement occupées par des glaciers jusqu'à une altitude de 2 000 mètres environ lorsqu'ils fondent en formant des ruisseaux qui rejoignent les vallées situées au pied de la montagne.

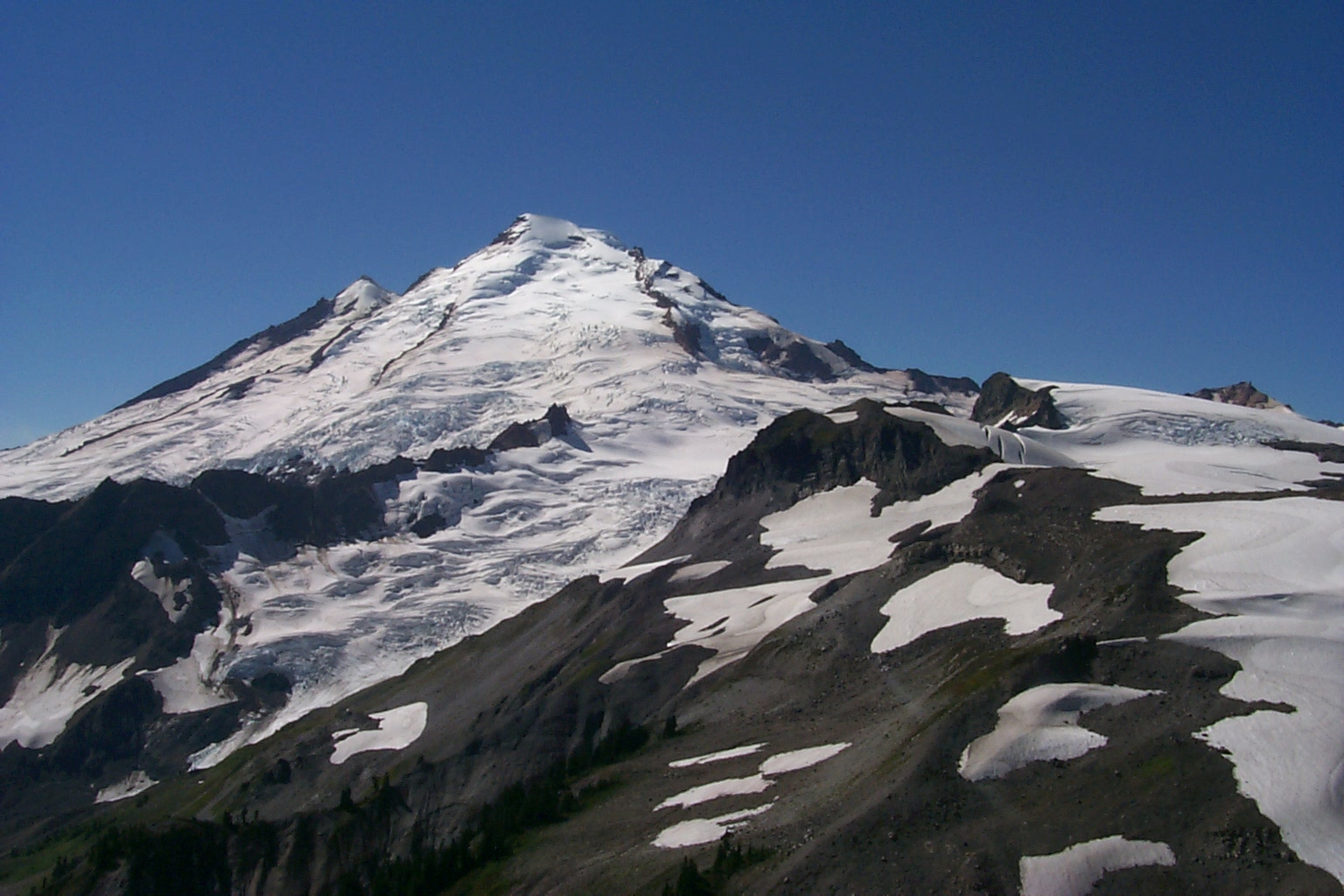
Les glaciers Park et Rainbow sur le versant nord-est.
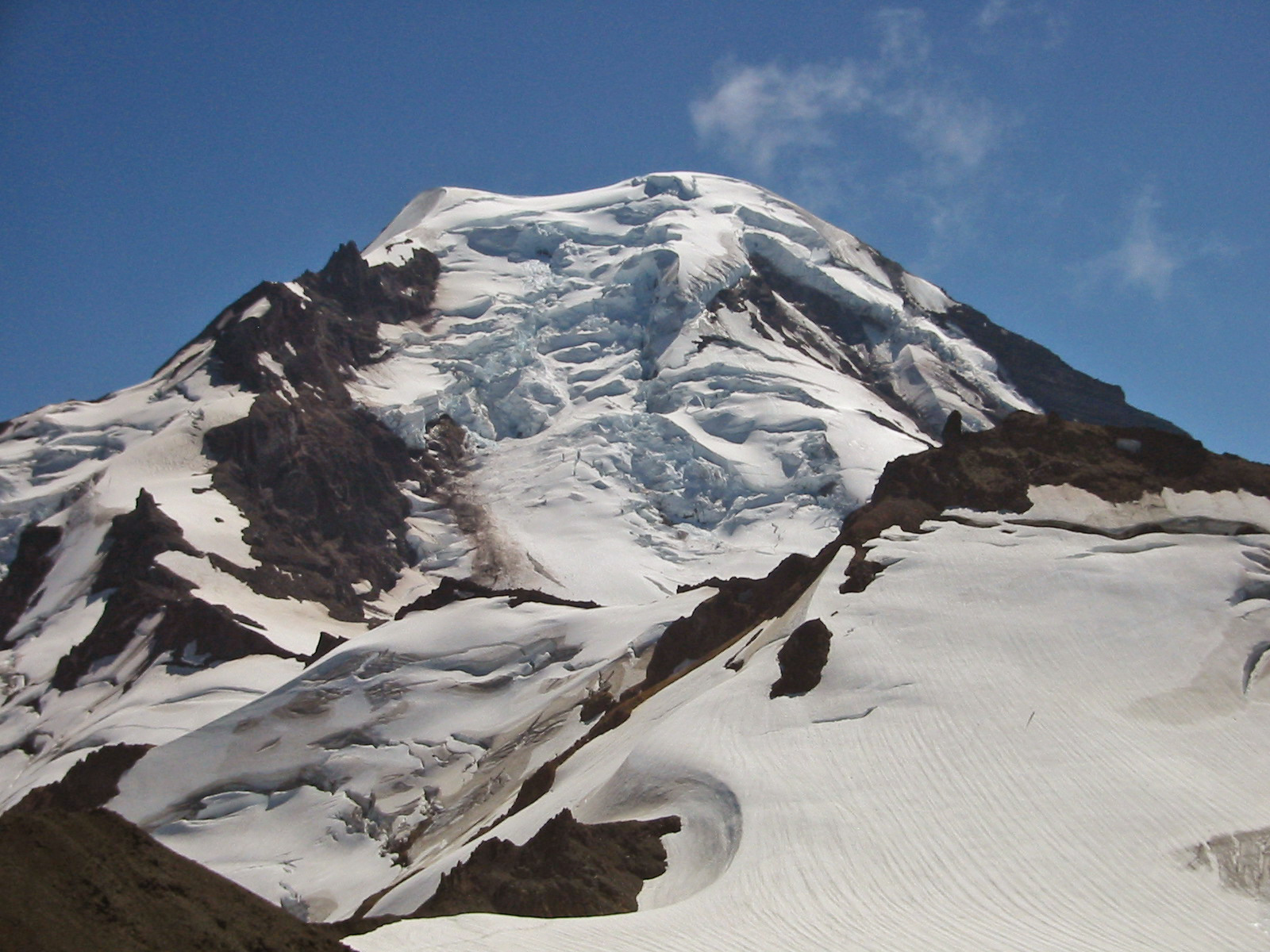
Le glacier Roosevelt sur le versant nord du mont Baker.
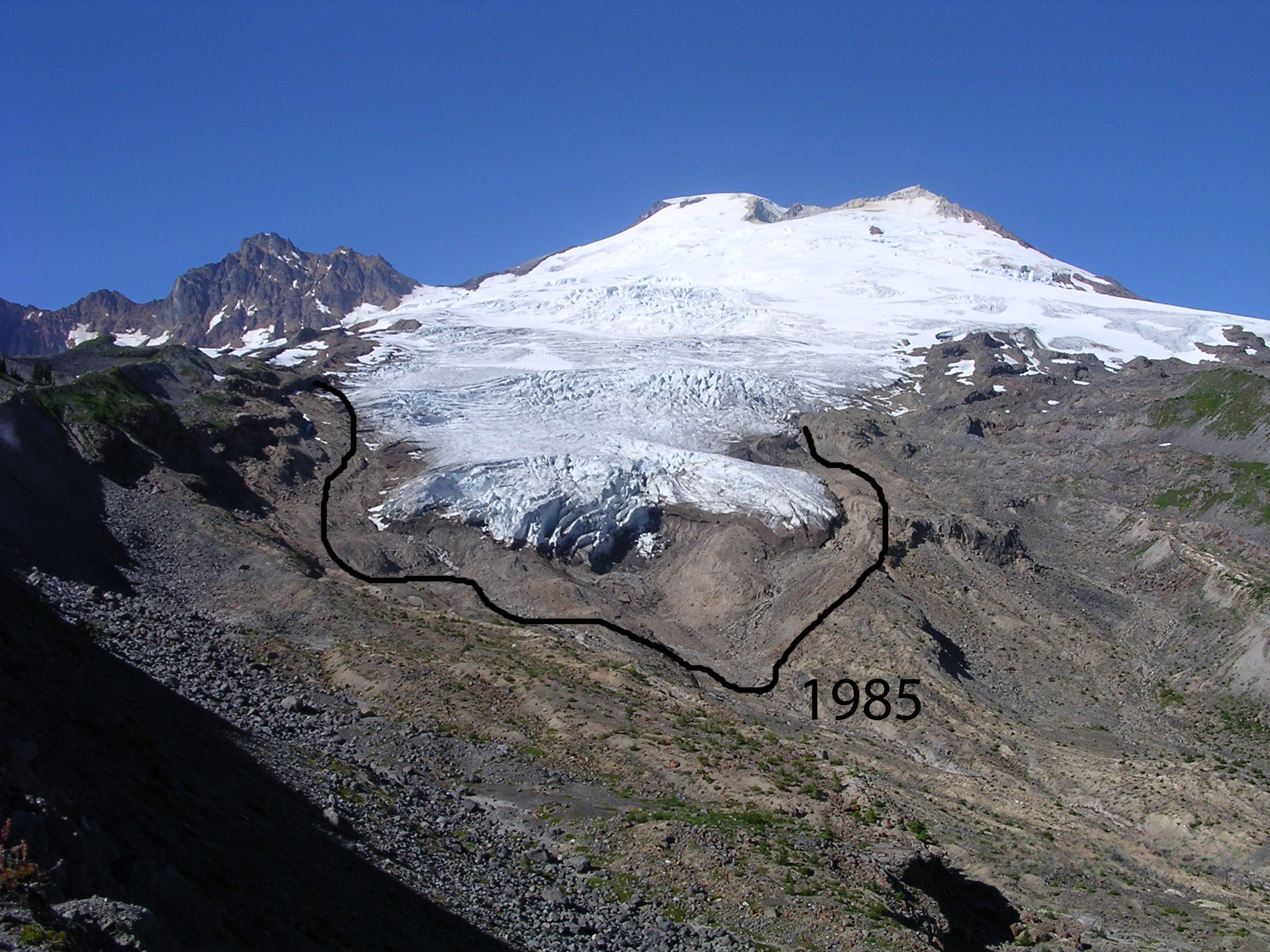
Le glacier Easton sur le flanc sud en 2003. La ligne noire indique la position du glacier en 1985.

### Climat
La région de la chaîne des Cascades est soumise à un climat océanique créé par d'énormes masses d'air tempérées et chargées d'humidité en provenance de l'océan Pacifique situé à l'ouest qui butent contre les montagnes Rocheuses et déversent leurs précipitations sur leurs flancs. De par son altitude de 3 286 mètres ce qui le fait dépasser de 1 500 mètres des sommets voisins et sa proximité avec l'océan Pacifique qui se trouve à 250 kilomètres à l'ouest, le mont Baker reçoit encore plus de précipitations principalement sous forme neigeuse. Ces dernières sont plus abondantes d'octobre à mars et connaissent un creux durant la période estivale. C'est ainsi que le record du cumul des précipitations neigeuses tombées en une saison hivernale aux États-Unis, précédemment détenu par le mont Rainier et établi au cours de l'hiver 1971-1972, a été battu sur le mont Baker durant l'hiver 1998-1999 au cours duquel il est tombé une hauteur cumulée de 28,96 mètres de neige. Ces abondantes chutes de neige ont créé le second plus grand système glaciaire des États-Unis (hors Alaska) autour d'un seul sommet mais après une phase de progression entre 1950 et 1975, ces glaciers sont à nouveau en régression.
| Mois                                       | Janv  | Fév   | Mars  | Avr   | Mai   | Juin | Juil | Août | Sept  | Oct   | Nov   | Déc   | Année   |
| ------------------------------------------ | ----- | ----- | ----- | ----- | ----- | ---- | ---- | ---- | ----- | ----- | ----- | ----- | ------- |
| Record des températures maximales (°C)     | 14,0  | 20,0  | 24,0  | 33,0  | 39,0  | 37,0 | 37,0 | 36,0 | 38,0  | 29,0  | 25,0  | 16,0  | 39,0    |
| Températures maximales moyennes (°C)       | 4,0   | 6,0   | 10,0  | 14,0  | 17,0  | 20,0 | 23,0 | 24,0 | 21,0  | 14,0  | 7,0   | 4,0   | 13,7    |
| Températures minimales moyennes (°C)       | -2,0  | -1,0  | 0,0   | 2,0   | 6,0   | 8,0  | 10,0 | 11,0 | 8,0   | 5,0   | 1,0   | -1,0  | 3,9     |
| Record de température minimale (°C)        | -19,0 | -16,0 | -12,0 | -4,0  | -1,0  | 2,0  | 4,0  | 4,0  | -1,0  | -6,0  | -15,0 | -21,0 | -21,0   |
| Moyennes mensuelles de précipitations (mm) | 364,2 | 280,7 | 247,7 | 163,1 | 128,5 | 93,7 | 67,1 | 53,6 | 108,5 | 230,9 | 418,3 | 398,8 | 2 555,1 |

### Hydrographie
Le mont Baker est couvert en grande partie de glaciers de son sommet jusqu'à une altitude de 2 000 mètres environ constituant le second plus grand système glaciaire des États-Unis (hors Alaska) autour d'un seul sommet avec un volume de deux kilomètres cubes. Les dix principaux glaciers du mont Baker ont connu une phase de progression de 1950 à 1975 mais ils régressent au moins depuis le début du XXe siècle et notamment depuis 1980 lorsque leur superficie a rapidement diminué. Le plus grand de ces glaciers est le Coleman avec une superficie de 5,2 km2 suivis des glaciers Roosevelt avec 2,5 km2, Mazama, Park, Boulder, Easton et Deming.
Ces glaciers donnent naissance à de nombreux torrents qui alimentent les rivières coulant aux pieds de la montagne dont les fleuves Nooksack au nord et à l'ouest et Skagit au sud et à l'est. Les lacs artificiels Shannon et Baker se trouvent au sud-est du mont Baker, sur le cours de la rivière Baker, un affluent du fleuve Skagit, entravé par deux barrages dont la rupture éventuelle au cours d'une éruption volcanique pourrait avoir des effets catastrophiques sur les populations et les infrastructures situées en aval, notamment la ville de Concrete.

### Protection environnementale

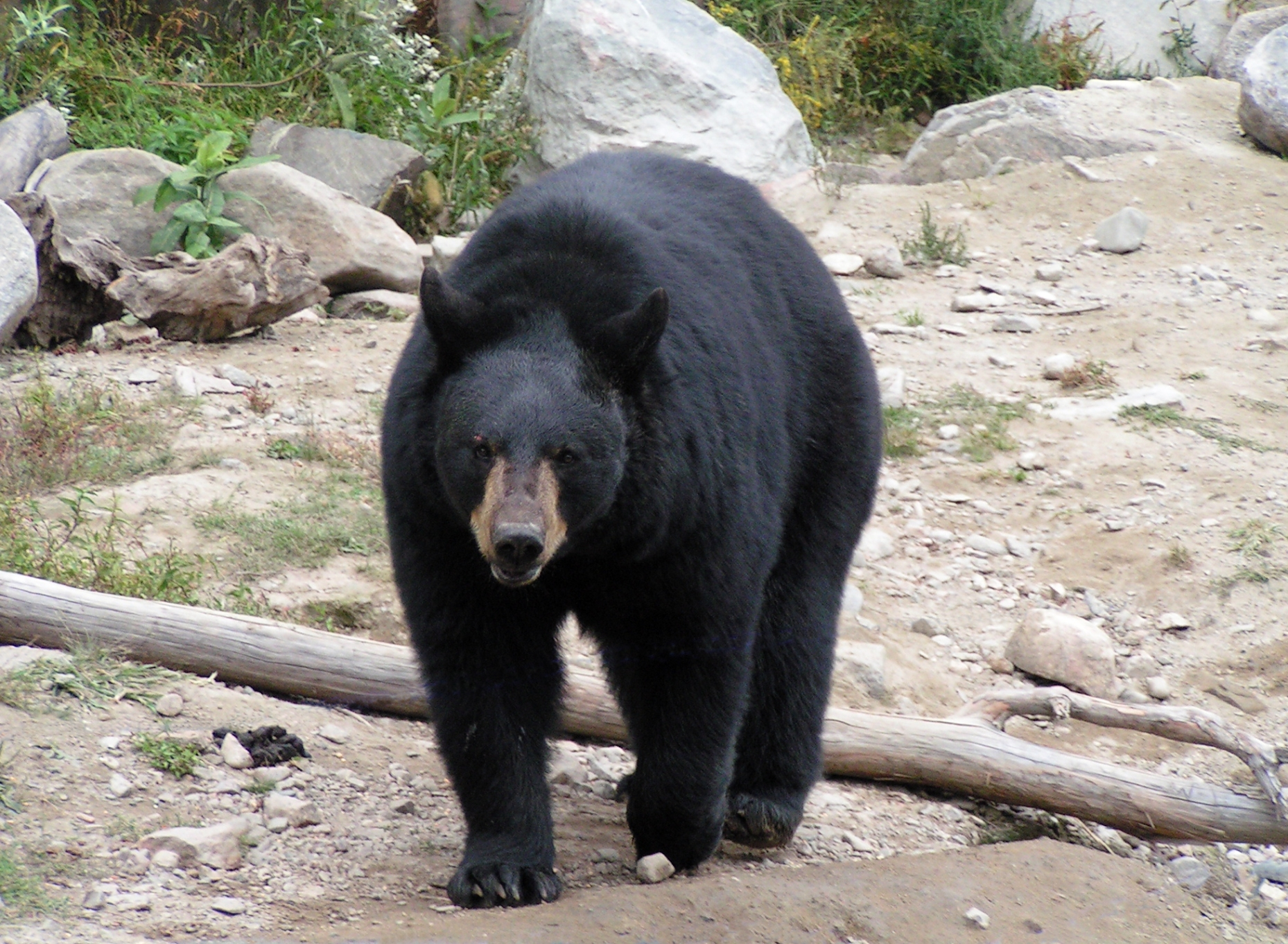
Ours noir.

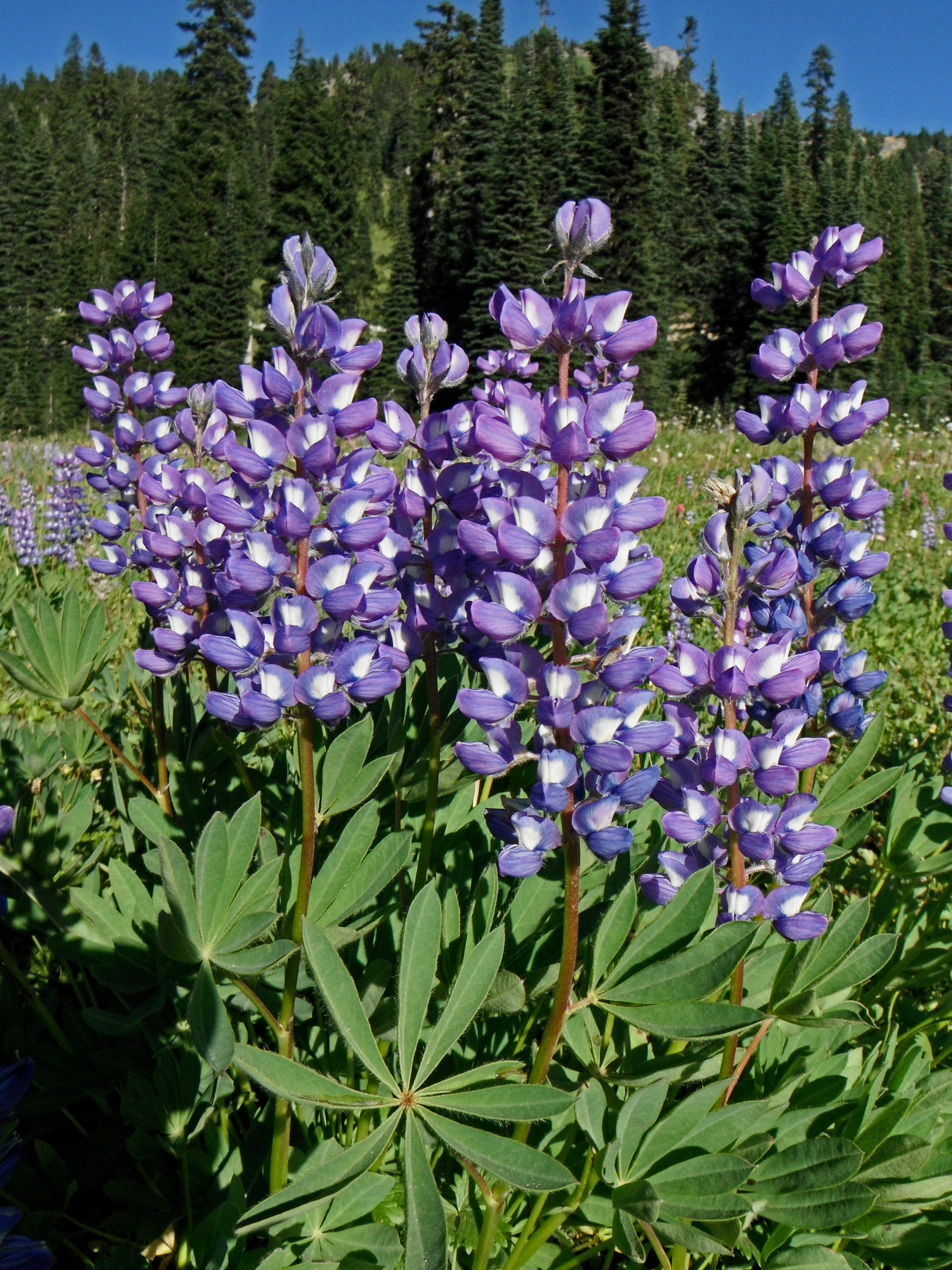
Lupin arctique.

Le mont Baker et ses abords immédiats font partie de la réserve sauvage du mont Baker, en anglais Mount Baker Wilderness, créée en 1984 au sein de la forêt nationale Mont Baker-Snoqualmie. Cette réserve, d'une superficie de 475 km2, est parcourue par les fleuves Nooksack et Skagit. L'accès au volcan et en particulier à la réserve naturelle est réglementé : il est ainsi interdit d'y entrer avec des véhicules motorisés ou en groupe de plus de douze personnes.
Les écosystèmes autour du volcan ont été plusieurs fois marqués par des évènements volcaniques comme en 1843 lorsqu'une éruption décima une grande partie des poissons de la rivière Baker tout en créant un incendie important dans les forêts environnantes.

### Faune
Parmi les mammifères présents sur les mont Baker, on trouve le cerf à queue noire, l'écureuil de Douglas, l'ours noir, le castor canadien et le wapiti.
Les oiseaux de la région entourant le mont sont le grand Héron, le corbeau, le balbuzard pêcheur, le pygargue à tête blanche, le faucon pèlerin, l'autour des palombes, l'arlequin plongeur et le moucherolle des saules.
Les poissons sont représentés par le saumon coho, le saumon chinook, le saumon rose à bosse, le saumon rouge, le saumon du Pacifique, la truite arc-en-ciel.

### Flore
La forêt à basse altitude est en grande partie composée de conifères dont le sapin de Douglas, le calocèdre, le sapin de Vancouver, la pruche de l'ouest, le pin argenté ou encore le sapin gracieux. Ils laissent place à moyenne altitude à la pruche subalpine, au cyprès de Nootka et au pin à écorce blanche ainsi qu'à des feuillus comme l'aulne et l'érable circiné,.
Au-dessus de 2 000 mètres d'altitude apparaît la végétation alpine composée d'herbes et d'arbustes comme la myrtille, la bistorte américaine, la luetkea et le lupin arctique qui s'effacent petit à petit avec l'altitude au profit de l'étage nival caractérisé par des rochers, de la glace et de la neige et couvrant une bonne partie des flancs de la montagne.

### Géologie

Carte des risques volcaniques du mont Baker.
Zone inondable I : Passage des lahars causés par de larges effondrements des flancs du volcan, des coulés de laves ou des inondations de la rivière Skagit à cause d'éboulements de lahars dans les réservoirs d'eau.
Zone inondable II : Passage de lahars provoqué par de fréquents et irréguliers éboulements dans la zone du cratère Sherman.
Zone proche de coulées pyroclastiques fréquentes.

Le mont Baker est un volcan alimenté par la remontée d'un magma andésitique né de la subduction de la plaque Juan de Fuca sous la plaque nord-américaine. Le volcan actuel a commencé à s'édifier selon la forme d'un stratovolcan à partir d'il y a 30 000 ans entre la caldeira de Kulshan, située au nord-est et active au début du Pléistocène, et le volcan de Black Butte, situé à l'ouest, actif au milieu du Pléistocène et fortement érodé au cours de la dernière glaciation,. À l'exception du cône volcanique de Schreibers Meadow situé sur le flanc sud-est du mont Baker et formé il y a 9 800 ans, l'intégralité de l'activité éruptive des 10 000 dernières années s'est déroulée depuis la cheminée volcanique principale qui débouche au sommet de la montagne, dans le cratère Sherman,.
Les éruptions du volcan sont majoritairement explosives, produisant des lahars et des coulées pyroclastiques, ce qui classe le mont Baker parmi les volcans gris de la ceinture de feu du Pacifique. Ces lahars et coulées pyroclastiques représentent un danger sérieux pour les populations et infrastructures des abords de la montagne mais aussi celles plus éloignées. En effet, l'intégralité des pentes du mont Baker et les vallées qui en partent peuvent être affectées par le passage de coulées pyroclastiques et de coulées de lave, les vallées quittant vers l'est le cratère Sherman et le cône volcanique de Schreibers Meadow et rejoignant le lac Baker peuvent être fréquemment empruntées par des lahars et les vallées des fleuves Nooksack et Skagit peuvent être inondées par des lahars ou le débordement des lacs Baker et Shannon et ce jusqu'à l'océan Pacifique.

## Histoire
Au cours des 10 000 dernières années, seule une éruption majeure survenue il y a 6 800 ans a modifié la physionomie du mont Baker en provoquant un effondrement partiel du volcan, donnant alors naissance à un lahar atteignant la baie de Bellingham. D'indice d'explosivité volcanique de 3, cette éruption a produit 75 millions de mètres cubes de téphras et a donné au cratère Sherman sa physionomie actuelle.
Avant l'arrivée des premiers explorateurs européens, le mont Baker était connu des Amérindiens qui le nommaient Koma Kulshan dont une des traductions possibles signifie Le Grand Blanc en référence à ses glaciers. Les explorateurs espagnols auraient été les premiers Européens à apercevoir le volcan dont les premières mentions datent de 1790 lors de l'expédition de Manuel Quimper et de Gonzalo López de Haro. Bien que ces derniers la nommèrent La gran montana del Carmelo, la montagne tire son nom actuel du lieutenant Joseph Baker qui l'aperçut le 30 avril 1792 lors de l'exploration menée par George Vancouver à bord du HMS Discovery. Au cours de cette expédition, les explorateurs sont les témoins de la première éruption volcanique du mont Baker observée par des Occidentaux et survenue en juin 1792,. De relativement faible ampleur, elle est caractéristique des neuf autres éruptions qui suivront jusqu'en 1880, la dernière en date : des explosions se produisent dans le cratère Sherman et des lahars se forment sur les pentes du volcan parfois entre deux éruptions.
Après deux tentatives infructueuses en 1866, le mont Baker est gravi pour la première fois le 17 août 1868. L'expédition composée de plusieurs hommes qui se sont nourris de pain, de bacon et de thé était menée par un Anglais du nom d'Edmund Coleman.
Deux vaisseaux de l'US Navy servant à transporter des munitions portent le nom du volcan. Il s'agit du USS Mount Baker qui servit de 1941 à 1947 et de 1951 à 1969 ainsi que du USS Mount Baker (AE-34) en service de 1972 à 1996 avant d'être détaché au service de transport de l'armée Military Sealift Command sous le nom de USNS Mount Baker (T-AE-34).
Au début du mois de mars 1975, une augmentation soudaine de l'activité des fumerolles du volcan et une fonte inhabituelle de la neige dans le cratère Sherman font penser à l'imminence d'une éruption. Le volcan est mis sous surveillance pour mesurer la remontée du magma dans la cheminée volcanique, le niveau du lac Baker est préventivement abaissé et l'accès à la zone est interdite par crainte d'un glissement de terrain dans le lac qui pourrait créer un tsunami ravageant ses rives et une inondation de la vallée de la rivière Shannon par rupture du barrage. Les fumerolles sont toujours actives mais selon les relevés, rien ne laisse présumer que le magma soit remonté dans le volcan.
|                                         |  | |
| Le mont Baker vu du détroit de Géorgie. |  | De gauche à droite : le pic Grant, le pic Colfax et le pic Lincoln surplombant les glaciers Roosevelt et Coleman. |

## Tourisme et loisirs

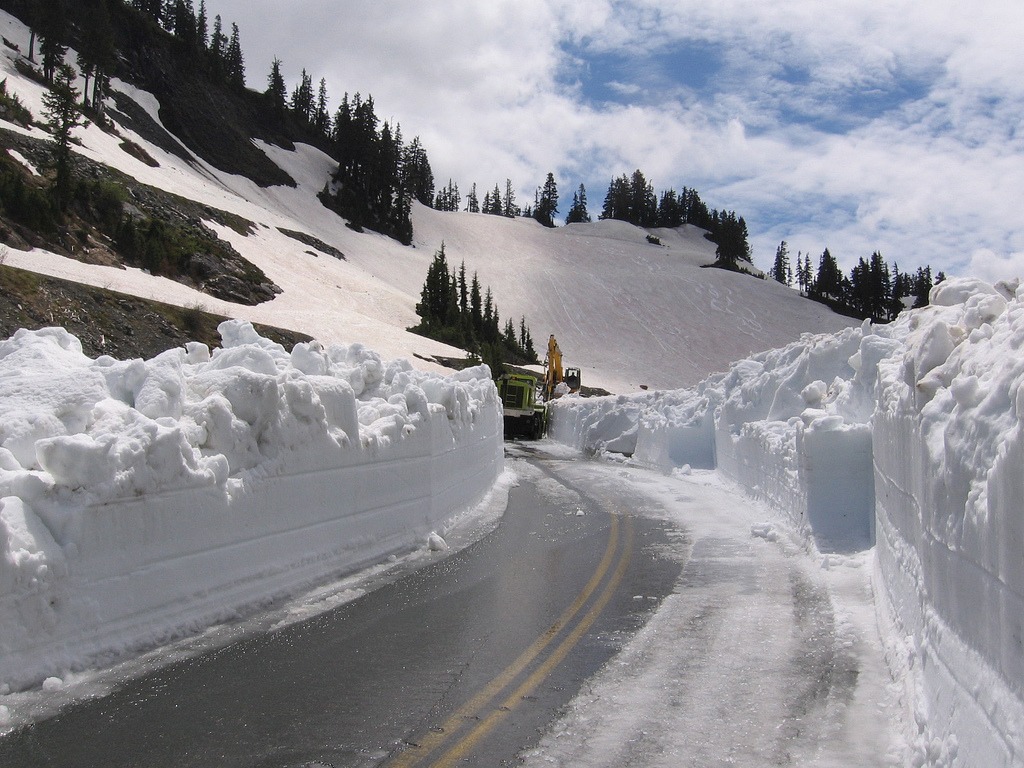
Route d'État 542 à proximité du volcan.

Les principales activités touristiques du mont Baker sont représentées par la randonnée, l'ascension de la montagne, les sports d'hiver dans les stations de ski, la pratique du vélo tout terrain, de la motoneige, l'escalade, le camping, l'observation de la faune, de la flore et des paysages ainsi que des activités nautiques sur le lac Baker.
Le versant nord de la montagne est accessible via la ville de Glacier en empruntant la route d'État 542 classée National Scenic Byway,, indiquant que cette route possède un intérêt touristique et paysager, notamment la traversée de la région montagneuse de la chaîne des Cascades. Cet itinéraire, dont l'altitude augmente faiblement à partir de la ville de Glacier avant de grimper rapidement à proximité de la station de sports d'hiver de Mount Baker Ski Area, permet d'observer la rivière North Fork Nooksack qui est visible de la route au fond d'une gorge pouvant atteindre plus de 125 mètres de profondeur, la cascade de Nooksack Falls haute d'environ 55 mètres et enfin une forêt composée de thuyas géants de Californie âgés de plus de 500 ans située à proximité du centre d'informations qui offre un panorama sur le mont Baker ainsi que sur le mont Shuksan culminant à 2 782 mètres d'altitude et faisant partie du parc national des North Cascades qui s'étend à l'est sur 2 772 km2.
Bien que le mont Baker ne possède pas de station de ski sur ses pentes, les skieurs peuvent gagner les montagnes environnantes où l'enneigement est assuré comme Mount Baker Ski Area qui possède huit remontées mécaniques et 31 pistes de ski. Cette station de ski possède le record du monde de chutes de neige en une année avec 30 mètres pendant la saison 1998-1999.
L'ascension de la montagne n'est pas possible aux randonneurs en raison de la haute altitude, de la présence inévitable de glaciers sur une bonne partie du trajet et de la durée de la marche qui nécessite trois à quatre jours avec des étapes à certains camps.